# تقاضای القایی

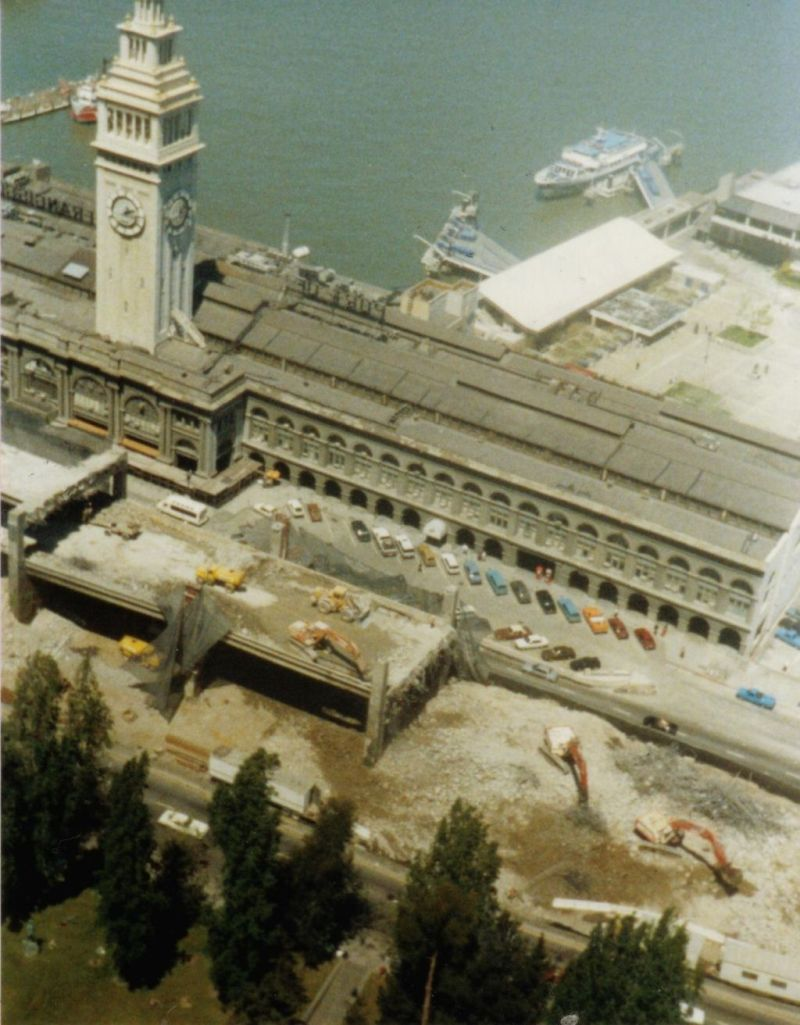
بخشی از آزادراه «Embarcadero» در سانفرانسیسکو که در سال ۱۹۹۱ میلادی تخریب شد. حذف آزادراه معکوس تقاضای القایی، را نشان می‌دهد.

در علم اقتصاد، تقاضای القایی یا تقاضای القا شده (به انگلیسی: induced demand) – مربوط به تقاضای پنهان و تقاضای تولید شده – پدیده ای است که در آن افزایش عرضه منجر به کاهش قیمت و افزایش مصرف می‌شود. به عبارت دیگر، زمانی که یک کالا یا خدمت به راحتی در دسترس قرار می‌گیرد و تولید انبوه می‌شود، قیمت آن کاهش می‌یابد و مصرف‌کنندگان تمایل بیشتری به خرید آن دارند، به این معنی که متعاقباً تقاضا افزایش می‌یابد. این پدیده با نظریه اقتصادی عرضه و تقاضا مطابقت دارد.
در برنامه‌ریزی ترابری، تقاضای القایی که «ترافیک القایی» یا مصرف ظرفیت جاده‌ای نیز نامیده می‌شود، در بحث گسترش سیستم‌های ترابری اهمیت پیدا کرده‌است و اغلب به عنوان استدلالی علیه افزایش ظرفیت ترافیک جاده‌ای به عنوان درمانی برای تراکم استفاده می‌شود. ترافیک القایی ممکن است یک عامل کمک کننده به گسترش بی‌رویه شهری باشد. «Jeff Speck»، برنامه‌ریز شهری، تقاضای القایی را «سیاه‌چاله فکری بزرگ در برنامه‌ریزی شهری، تنها اطمینان حرفه‌ای که به نظر می‌رسد هر فرد متفکری آن را تصدیق می‌کند، اما تقریباً هیچ‌کس حاضر به انجام آن نیست» نامیده‌است.
اثر معکوس این پدیده که در زبان انگلیسی به «reduced demand» شناخته می‌شود نیز مشاهده شده‌است.